# Wohnhaus Cuxhavener Straße 12

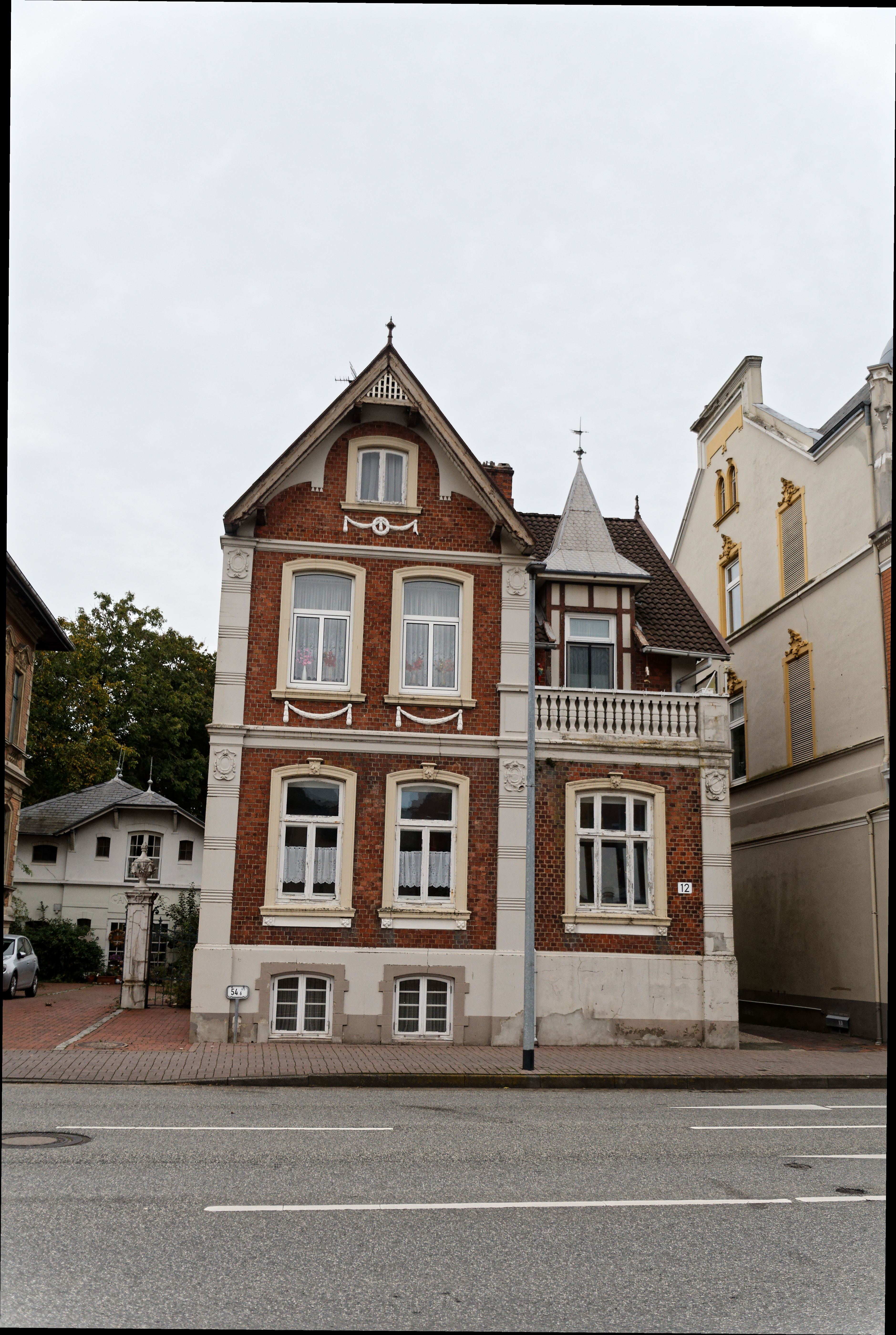
Wohnhaus Cuxhavener Straße 12

Das Wohnhaus Cuxhavener Straße 12 in der niedersächsischen Samtgemeinde Land Hadeln, Gemeinde Otterndorf im Landkreis Cuxhaven, wurde im Jahr 1900 errichtet. Aktuell (2024) wird es als Wohnhaus genutzt.
Das Gebäude steht unter Denkmalschutz (siehe auch Liste der Baudenkmale in Otterndorf).

## Geschichte und Beschreibung
Otterndorf war der Hauptort des Landes Hadeln. 1400 erhielt es von Herzog Erich von Sachsen-Lauenburg das Stadtrecht. Am Ende des 19. Jahrhunderts fand eine Süderweiterung des Zentrums mit bedeutsamen Gebäuden statt. Das denkmalgeschützte Ensemble um Cuxhavener Straße und Bahnhofsstraße umfasst die Gebäude Post, Schule + Turnhalle, Wohnhäuser, eine Villa und eine Bank.
Das zweigeschossige traufständige historisierende verklinkerte Gebäude auf Sockel mit Drempel und ziegelgedecktem Satteldach wurde 1900 für den Deutsch-Amerikaner W. Harms gebaut. Seitlich ist ein zweigeschossiges Giebelrisalit angeordnet. Die Fassaden wurden mit Putzornamentik, insbesondere an den Gebäudeecken, als Gesimse und Fensterrahmungen gestaltet sowie mit einem Fachwerktürmchen in der Osthälfte der Straßenfassade.
Das Landesdenkmalamt befand u. a.: „… geschichtliche und städtebauliche Bedeutung aufgrund des orts-, bau- und kunstgeschichtlichen, gebäudetypischen, straßen- und ortsbildprägenden Zeugniswerts …“